# San Luis de Armenia
San Luis de Armenia ist eine Ortschaft und eine Parroquia rural („ländliches Kirchspiel“) im Kanton Francisco de Orellana der ecuadorianischen Provinz Orellana. Sitz der Verwaltung ist San Luis de Armenia, 9 km westlich der Provinzhauptstadt Puerto Francisco de Orellana an der Fernstraße E20 gelegen. Die Parroquia besitzt eine Fläche von 319,5 km². Die Einwohnerzahl lag im Jahr 2010 bei 2012. Die Parroquia wurde am 30. Juli 1998 gemeinsam mit der Provinz Orellana sowie weiteren Parroquias gegründet.

## Lage
Die Parroquia San Luis de Armenia liegt in einer vorandinen Region am Westrand des Amazonastieflands. Der Río Napo begrenzt das Gebiet im Süden. Der Río Payamino durchquert die Parroquia in östlicher Richtung. Dessen linke Nebenflüsse Río Paushiyacu und Río Punino begrenzen den Nordteil der Parroquia im Westen und im Osten. Kommunen (comunidades) in der Parroquia sind Patas Yacu, Centro Manduro, Alto Manduro, Flor delManduro, 6 de Enero, Paku Rumi, San Luis de Armenia, Centro Payamino, Estrella Yaku, Jabalí und Reserva Amarun Mesa.
Im Süden, jenseits des Río Napo, befindet sich die Parroquia García Moreno. Die Parroquia San Luis de Armenia grenzt im äußersten Südwesten an die Parroquia Puerto Murialdo (Kanton Loreto), im Westen an die Parroquia San José de Payamino (ebenfalls im Kanton Loreto), im Nordwesten an die Provinz Napo mit der Parroquia Gonzalo Díaz de Pineda (Kanton El Chaco), im Norden und im Nordosten an die Parroquia Nuevo Paraíso sowie im Südosten an Puerto Francisco de Orellana.